# Divizia 187 Infanterie germană (1916-1918)
Divizia 187 Infanterie a fost una din marile unități tactice ale Armatei Imperiale Germane, participantă la acțiunile militare de pe frontul român, în timpul Primului Război Mondial. În această perioadă, a fost comandată de generalul Edwin Sunkel. :pp. 183-184
În campania anului 1916 pe teritoriul României a luat parte la Lupta de la Orlat, Bătălia de la Sibiu, Lupta de la Țânțaru, Bătălia de la Brașov, Bătălia de la Râmnicu Sărat și Lupta de la Pralea. :passim